# Glos altare
Glos altare eller Glose altare eller Åby gånggrift, är en gånggrift i Tossene socken i Bohuslän. Den är uppförd någon gång under yngre stenålder av människor tillhörande trattbägarkulturen. Den är belägen på en hög, 11 meter i diameter, som numera är något skadad; gånggriften har troligen tidigare varit täckt av högen. Vid den tiden då gånggriften byggdes stod havet cirka 20 meter över dagens nivå och gånggriften låg på ett utskjutande näs i det som senare skulle bli Åbyfjorden. Inga arkeologiska undersökningar har gjorts av graven, men på 1860-talet hittades ett hänge av skiffer, keramik och flinta.

## Namnet
Namnet "Glos Altare" eller "Glose Altare" har okänt ursprung. Troligast är att ordet "glose" härrör från södra Bohuslän och är en beteckning på något gammalmodigt, det vill säga "gammalt altare". Det kan då vara så, att man i folktro, trott att gånggriften varit ett altare som använts i forna ritualer.

## Nycanderska gravplatsen
Tätt intill gånggriften finns en gravplats för den nycanderska släkten; här ligger löjtnant vid Bohusläns regemente Axel Nycander och hans hustru, Augusta Kilman, samt deras son, "Bohusskalden" Fredrik Nycander. Gravplatsen är inte belägen intill gånggriften av en slump utan uppfördes här under nationalromantisk tid då allt fornnordiskt var av stort intresse, även om graven är mycket tidigare uppförd än vikingatid.